# Circonscription de Londres
Londres est une circonscription du Parlement européen. Elle disparaît en 2020 à la suite du retrait du Royaume-Uni de l'Union européenne (Brexit).

## Frontière
La circonscription correspond au Grand Londres, dans le sud-est du Royaume-Uni.

## Histoire
La circonscription a été formée à la suite de la European Parliamentary Elections Act 1999, le remplacement d'un certain nombre de circonscriptions uninominales. C'étaient London Central, London East, London North, London North East, London North West, London South East, London South Inner, London South West, London West, et des parties de London South and Surrey East.
| MEPs pour les anciens circonscriptions de Londres, 1979 – 1999          | MEPs pour les anciens circonscriptions de Londres, 1979 – 1999 | MEPs pour les anciens circonscriptions de Londres, 1979 – 1999 | MEPs pour les anciens circonscriptions de Londres, 1979 – 1999 | MEPs pour les anciens circonscriptions de Londres, 1979 – 1999 | MEPs pour les anciens circonscriptions de Londres, 1979 – 1999 | MEPs pour les anciens circonscriptions de Londres, 1979 – 1999 | MEPs pour les anciens circonscriptions de Londres, 1979 – 1999 | MEPs pour les anciens circonscriptions de Londres, 1979 – 1999 | MEPs pour les anciens circonscriptions de Londres, 1979 – 1999 |
| Élection                                                                |                                                                | 1979 – 1984                                                    |                                                                | 1984 – 1989                                                    |                                                                | 1989 – 1994                                                    |                                                                | 1994 – 1999                                                    |                                                                |
| ----------------------------------------------------------------------- | -------------------------------------------------------------- | -------------------------------------------------------------- | -------------------------------------------------------------- | -------------------------------------------------------------- | -------------------------------------------------------------- | -------------------------------------------------------------- | -------------------------------------------------------------- | -------------------------------------------------------------- | -------------------------------------------------------------- |
| London South (jusqu'en 1984) London South and Surrey East (depuis 1984) |                                                                | James Moorhouse Conservateur                                   | James Moorhouse Conservateur                                   | James Moorhouse Conservateur                                   | James Moorhouse Conservateur                                   | James Moorhouse Conservateur                                   | James Moorhouse Conservateur                                   | James Moorhouse Conservateur                                   |                                                                |
| London South West                                                       |                                                                | Shelagh Roberts Conservateur                                   | Shelagh Roberts Conservateur                                   | Shelagh Roberts Conservateur                                   |                                                                | Anita Pollack Travailliste                                     | Anita Pollack Travailliste                                     | Anita Pollack Travailliste                                     |                                                                |
| London North West                                                       |                                                                | Lord Bethell Conservateur                                      | Lord Bethell Conservateur                                      | Lord Bethell Conservateur                                      | Lord Bethell Conservateur                                      | Lord Bethell Conservateur                                      |                                                                | Robert Evans Travailliste                                      |                                                                |
| London South East                                                       |                                                                | Brandon Rhys-Williams Conservateur                             |                                                                | Peter Price Conservateur                                       | Peter Price Conservateur                                       | Peter Price Conservateur                                       |                                                                | Shaun Spiers Travailliste                                      |                                                                |
| London North                                                            |                                                                | John Leslie Marshall Conservateur                              | John Leslie Marshall Conservateur                              | John Leslie Marshall Conservateur                              |                                                                | Pauline Green Labour Co-operative                              | Pauline Green Labour Co-operative                              | Pauline Green Labour Co-operative                              |                                                                |
| London Central                                                          |                                                                | David Nicolson Conservateur                                    |                                                                | Stan Newens Labour Co-operative                                | Stan Newens Labour Co-operative                                | Stan Newens Labour Co-operative                                | Stan Newens Labour Co-operative                                | Stan Newens Labour Co-operative                                |                                                                |
| London West                                                             |                                                                | Brian Hord Conservateur                                        |                                                                | Michael Elliott Travailliste                                   | Michael Elliott Travailliste                                   | Michael Elliott Travailliste                                   | Michael Elliott Travailliste                                   | Michael Elliott Travailliste                                   |                                                                |
| London East                                                             |                                                                | Alan Tyrrell Conservateur                                      |                                                                | Carole Tongue Travailliste                                     | Carole Tongue Travailliste                                     | Carole Tongue Travailliste                                     | Carole Tongue Travailliste                                     | Carole Tongue Travailliste                                     |                                                                |
| London South Inner                                                      |                                                                | Richard Balfe Travailliste                                     | Richard Balfe Travailliste                                     | Richard Balfe Travailliste                                     | Richard Balfe Travailliste                                     | Richard Balfe Travailliste                                     | Richard Balfe Travailliste                                     | Richard Balfe Travailliste                                     |                                                                |
| London North East                                                       |                                                                | Alfred Lomas Travailliste                                      | Alfred Lomas Travailliste                                      | Alfred Lomas Travailliste                                      | Alfred Lomas Travailliste                                      | Alfred Lomas Travailliste                                      | Alfred Lomas Travailliste                                      | Alfred Lomas Travailliste                                      |                                                                |

## Nouveaux membres
Voici tous les membres depuis la création de la circonscription de Londres. Le nombre de sièges attribués à Londres a été réduit de 10 à 8 entre 1999 et 2009 en raison de l'élargissement de l'UE. Les membres élus en 1999 qui ont déjà représenté une circonscription de Londres étaient Pauline Green (London North, élu 1989) et Robert Evans (London North West, élus 1994)
| Élection  |  | 1999 (5e parlement)                                           | 1999 (5e parlement)                                           | 1999 (5e parlement)                                           |                                 | 2004 (6e parlement)             | 2004 (6e parlement)             | 2004 (6e parlement)             |                                 | 2009 (7e parlement                |                              | 2014 (8e parlement)             |                            | 2019 (9e parlement)                                                                                                 |             |
| MEP Parti |  | Jean Lambert Green                                            | Jean Lambert Green                                            | Jean Lambert Green                                            | Jean Lambert Green              | Jean Lambert Green              | Jean Lambert Green              | Jean Lambert Green              | Jean Lambert Green              | Jean Lambert Green                | Jean Lambert Green           | Jean Lambert Green              |                            | Scott Ainslie Green                                                                                                 |             |
| MEP Parti |  | Lord Bethell Conservateur                                     | Lord Bethell Conservateur                                     | Lord Bethell Conservateur                                     |                                 | Gerard Batten UKIP              | Gerard Batten UKIP              | Gerard Batten UKIP              | Gerard Batten UKIP              | Gerard Batten UKIP                | Gerard Batten UKIP           | Gerard Batten UKIP              |                            | Ben Habib Brexit Party                                                                                              |             |
| MEP Parti |  | Theresa Villiers Conservateur                                 | Theresa Villiers Conservateur                                 | Theresa Villiers Conservateur                                 |                                 | Syed Kamall Conservateur        | Syed Kamall Conservateur        | Syed Kamall Conservateur        | Syed Kamall Conservateur        | Syed Kamall Conservateur          | Syed Kamall Conservateur     | Syed Kamall Conservateur        |                            | Lance Forman Brexit Party (mai-décembre 2019) Indépendant (décembre 2019 à 2020), Conservateur (2020 à aujourd'hui) |             |
| MEP Parti |  | Charles Tannock Conservateur                                  | Charles Tannock Conservateur                                  | Charles Tannock Conservateur                                  | Charles Tannock Conservateur    | Charles Tannock Conservateur    | Charles Tannock Conservateur    | Charles Tannock Conservateur    | Charles Tannock Conservateur    | Charles Tannock Conservateur      | Charles Tannock Conservateur | Charles Tannock Conservateur    |                            | Irina von Wiese Libéral Démocrate                                                                                   |             |
| MEP Parti |  | John Bowis Conservateur                                       | John Bowis Conservateur                                       | John Bowis Conservateur                                       | John Bowis Conservateur         | John Bowis Conservateur         | John Bowis Conservateur         | John Bowis Conservateur         |                                 | Marina Yannakoudakis Conservateur |                              | Lucy Anderson Travailliste      |                            | Dinesh Dhamija Libéral Démocrate                                                                                    |             |
| MEP Parti |  | Pauline Green Travailliste                                    |                                                               | Mary Honeyball Travailliste                                   | Mary Honeyball Travailliste     | Mary Honeyball Travailliste     | Mary Honeyball Travailliste     | Mary Honeyball Travailliste     | Mary Honeyball Travailliste     | Mary Honeyball Travailliste       |                              | Luisa Porritt Libéral Démocrate |                            | |             |
| MEP Parti |  | Claude Moraes Travailliste                                    | Claude Moraes Travailliste                                    | Claude Moraes Travailliste                                    | Claude Moraes Travailliste      | Claude Moraes Travailliste      | Claude Moraes Travailliste      | Claude Moraes Travailliste      | Claude Moraes Travailliste      | Claude Moraes Travailliste        | Claude Moraes Travailliste   | Claude Moraes Travailliste      | Claude Moraes Travailliste | Claude Moraes Travailliste                                                                                          |             |
| MEP Parti |  | Sarah Ludford Libéral Démocrate                               | Sarah Ludford Libéral Démocrate                               | Sarah Ludford Libéral Démocrate                               | Sarah Ludford Libéral Démocrate | Sarah Ludford Libéral Démocrate | Sarah Ludford Libéral Démocrate | Sarah Ludford Libéral Démocrate | Sarah Ludford Libéral Démocrate | Sarah Ludford Libéral Démocrate   |                              | Seb Dance Travailliste          | Seb Dance Travailliste     | Seb Dance Travailliste                                                                                              |             |
| MEP Parti |  | Robert Evans Travailliste                                     | Robert Evans Travailliste                                     | Robert Evans Travailliste                                     | Robert Evans Travailliste       | Robert Evans Travailliste       | Robert Evans Travailliste       | Robert Evans Travailliste       | Siège aboli                     | Siège aboli                       | Siège aboli                  | Siège aboli                     | Siège aboli                | Siège aboli | Siège aboli |
| MEP Parti |  | Richard Balfe Travailliste (1999–2002) Conservateur (2002–04) | Richard Balfe Travailliste (1999–2002) Conservateur (2002–04) | Richard Balfe Travailliste (1999–2002) Conservateur (2002–04) | Siège aboli                     | Siège aboli                     | Siège aboli                     | Siège aboli                     | Siège aboli                     | Siège aboli                       | Siège aboli                  | Siège aboli                     | Siège aboli                | Siège aboli | Siège aboli |

## Résultats des élections
Les candidats élus sont indiqués en gras. Entre parenthèses indiquent le nombre de votes par siège.

### 2019

Résultats 2019

| Élections européennes de 2019: London | Élections européennes de 2019: London | Élections européennes de 2019: London | Élections européennes de 2019: London | Élections européennes de 2019: London | Élections européennes de 2019: London |
| Liste                                 | Liste                                 | Candidats | Votes                                 | %                                     | ±                                     |
| ------------------------------------- | ------------------------------------- | --- | ------------------------------------- | ------------------------------------- | ------------------------------------- |
|                                       | Libéral Démocrate                     | Irina von Wiese (1) Dinesh Dhamija (4) Luisa Porritt (7) Jonathan Fryer, Hussain Khan, Helen Cross, Graham Colley, Rabina Khan              | 608,725 (202 908,33)                  | 27,2                                  | +20.5                                 |
|                                       | Travailliste                          | Claude Moraes (2) Seb Dance (6) Katy Clark, Laura Parker, Murad Qureshi, Taranjit Kaur Chana, James Beckles, Sanchia Alasia                 | 536,810 (268,405)                     | 23,9                                  | -12.8                                 |
|                                       | Brexit                                | Ben Habib (3) Lance Forman (8) Graham Shore, Alka Cuthbert, Jimi Ogunnusi, Simon Marcus, Mehrtash A'zami, Aileen Quinton                    | 400,257 (200 128,5)                   | 17,9                                  | New                                   |
|                                       | Green                                 | Scott Ainslie (5) Gulnar Hasnain, Shahrar Ali, Rachel Collinson, Eleanor Margolies, Remco van der Stoep, Kirsten De Keyser, Peter Underwood | 278,957                               | 12,4                                  | +3.5                                  |
|                                       | Conservateur                          | Syed Kamall, Charles Tannock, Joy Morrissey, Tim Barnes, Scott Pattenden, Attic Rahman, Kirsty Finlayson, Luke Parker                       | 177,964                               | 7,9                                   | -14.6                                 |
|                                       | Change UK                             | Gavin Esler, Jacek Rostowski, Carole Tongue, Annabel Mullin, Karen Newman, Nora Mulready, Jessica Simor, Haseeb Ur-Rehman                   | 117,635                               | 5,2                                   | Nouveau                               |
|                                       | UKIP                                  | Gerard Batten, Richard Braine, Peter Muswell, Freddy Vachha, Robert Stephenson, Peter McIlvenna, John Poynton, Ronie Johnson                | 46,497                                | 2,1                                   | -14.8                                 |
|                                       | Animal Welfare                        | Vanessa Hudson, Jane Smith, Sam Morland, Ranjan Joshi, Mina Da Rui, Jonathan Homan, Simon Gouldman                                          | 25,232                                | 1,1                                   | +0.1                                  |
|                                       | Women's Equality                      | Catherine Mayer, Bea Gare, Nanci Hogan, Aliyah Dunbar-Hussain, Hannah Barham-Brown, Alison Marshall, Olivia Vincenti, Leyla Mohan           | 23,766                                | 1,1                                   | Nouveau                               |
|                                       | UKEU                                  | Pierre Kirk, Richard Stevens, Saleyha Ahsan, Anna Novikova, Angela Antetomaso, Richard Boardman                                             | 18,806                                | 0,8                                   | Nouveau                               |
|                                       | Indépendant                           | Claudia Mcdowell | 1,036                                 | 0,0                                   | Nouveau                               |
|                                       | Indépendant                           | Daze Aghaji | 1,018                                 | 0,0                                   | Nouveau                               |
|                                       | Indépendant                           | Roger Hallam | 924                                   | 0,0                                   | Nouveau                               |
|                                       | Indépendant                           | Kofi Klu | 869                                   | 0,0                                   | Nouveau                               |
|                                       | Indépendant                           | Andrea Venzon | 731                                   | 0,0                                   | Nouveau                               |
|                                       | Indépendant                           | Mike Shad | 707                                   | 0,0                                   | Nouveau                               |
|                                       | Indépendant                           | Zoe Lafferty | 436                                   | 0,0                                   | Nouveau                               |
|                                       | Indépendant                           | Andrew Medhurst | 430                                   | 0,0                                   | Nouveau                               |
|                                       | Indépendant                           | Alan Kirkby | 401                                   | 0,0                                   | Nouveau                               |
|                                       | Indépendant                           | Ian Sowden | 254                                   | 0,0                                   | Nouveau                               |
|                                       | Indépendant                           | Henry Muss | 226                                   | 0,0                                   | Nouveau                               |
| Participation                         | Participation                         | Participation | 2 241 681                             | 41,3                                  |                                       |

### 2014

Résultats 2014

Les résultats de 2014 sont retardés à Tower Hamlets, où il y avait des recomptages nécessaires pour six wards électoraux.
Source :
| Suffrages exprimés | Suffrages exprimés | Suffrages exprimés        | 2 200 475 |             |       |  |
|                    | |                           |           |             |       |  |
|                    | Candidat | Parti                     | Suffrages | Pourcentage | Var.  |  |
|                    | Claude Moraes, Mary Honeyball, Lucy Anderson, Seb Dance, Ivana Bartoletti, Kamaljeet Jandu, Sanchia Alasia, Andrea Biondi              | Travailliste              | 806 959   | 36,67 %     | +15.4 |  |
|                    | Syed Kamall, Charles Tannock, Marina Yannakoudakis, Caroline Attfield, Lynne Hack, Sheila Lawlor, Glyn Chambers, Annesley Abercorn     | Conservateur              | 495 639   | 22,52 %     | -4.8  |  |
|                    | Gerard Batten, Paul Oakley, Elizabeth Jones, Lawrence Webb, Alastair McFarlane, Andrew McNeilis, Anthony Brown, Peter Whittle          | UKIP                      | 371 133   | 16,87 %     | +6.1  |  |
|                    | Jean Lambert, Caroline Allen, Haroon Saad, Shahrar Ali, Danny Bates, Tracey Hague, Violeta Vajda, Amelia Womack                        | Green                     | 196 419   | 8,93 %      | -2.0  |  |
|                    | Sarah Ludford, Jonathan Fryer, Richard Davis, Anuja Prashar, Rosina Robson, Turhan Ozen, Simon James, Matt McLaren                     | Liberal Democrats         | 148 013   | 6,73 %      | -7.0  |  |
|                    | Dirk Hazell, NoelleAnne O'Sullivan, Geoff Gibas, Aline Doussin, Andrew Bell, Deborah Phillips, Royston Flude, Brendan Donelly          | 4 Freedoms Party (UK EPP) | 28 014    | 1,27 %      | N/A   |  |
|                    | Patrick Burns, Marlene Daniel, Gareth Griffiths, Munpreet Bhathal, Sharon Greenfield, Eddie Yeoman, Fred Atkins, Jean Atkins           | Independence from Europe  | 26 675    | 1,21 %      | N/A   |  |
|                    | Sid Cordle, Yemi Awolola, Ashley Dickenson, Sharmilla Swarma, Laurence Williams, Ethel Odiete, Kevin Nicholls, Steven Hammond          | Christian Peoples         | 23 702    | 1,08 %      | -1.9  |  |
|                    | Louise Irvine, Chidi Ejimofo, Marcus Chown, Kathryn Anderson, Rufus Hound, Jessica Ormerod, Andrew Sharp, Alex Ashman                  | National Health Action    | 23 253    | 1,06 %      | N/A   |  |
|                    | Vanessa Hudson, Alexander Bourke, Kirsteen Williamson-Guinn, Andrew Knight, Dimple Patel, Meg Mathews, Guy Dessoy, Ranjan Joshi        | Animal Welfare Party      | 21 092    | 0,96 %      | N/A   |  |
|                    | Stephen Squire, Donna Treanor, Paul Sturdy, John Clarke, David Furness, Cliff le May, Ray Underwood, Kevin Lazell                      | British National Party    | 19 246    | 0,87 %      | -4.1  |  |
|                    | Tommy Tomescu, Andrzej Rygielski, Vannesa Vanessa Del Carmen Guerrero Rodriguez, Robin Ashenden, Emil Rusanov, Georgios Papagrigorakis | Europeans Party           | 10 712    | 0,49 %      | N/A   |  |
|                    | Jenny Knight, Matthew Roberts, Maggi Young, Graham Clipperton, Gary Butler, Nick Capp, Louise Dutton, Natalie Smith                    | English Democrats         | 10 142    | 0,46 %      | -0.9  |  |
|                    | Kamran Malik, Humera Kamran, Cydatty Bogie, Mary Coleman Daniels, Idris Aden Ali, Reuben Edokpayi, Sunita Kaur Singh, Joanne Flanders  | Communities United        | 6 951     | 0,32 %      | N/A   |  |
|                    | Graham Williamson, Jagdeesh Singh, Sockalingham Yogalingam, Doris Jones, Upkar Singh Rai, Yuseef Anwar, Araz Yurdseven, Bernard Dube   | NLP                       | 6 736     | 0,31 %      | N/A   |  |
|                    | Edward Dempsey, Alexander Gordon, April Ashley, Annie Ngemi, Mary Davis, Paula Mitchell, Natasha Horau, Michael Clarty                 | NO2EU                     | 3 804     | 0,17 %      | N/A   |  |
|                    | David Vincent | Harmony Party             | 1 985     | 0,09 %      | -0.84 |  |

### 2009
| Parties | Parties             | candidat | Votes             | %     | +/-  |
| ------- | ------------------- | --- | ----------------- | ----- | ---- |
|         | Conservateur        | Charles Tannock, Syed Kamall, Marina Yannakoudakis J. P. Floru, Warwick Lightfoot, Bob Seeley, Graham Postles, Alison Sproule           | 479,037 (159,679) | 27.4  | +0.6 |
|         | Travailliste        | Claude Moraes, Mary Honeyball Anne Fairweather, Kevin McGrath, Emma Jones, Raj Jethwa, Nilgun Canver                                    | 372,590 (186,295) | 21.3  | -3.5 |
|         | Libéraux-démocrates | Sarah Ludford Jonathan Fryer, Dinti Batstone, Christopher Le Breton, John Pindar, Simon James, Caroline Persson, Ben Jones              | 240,156           | 13.7  | -1.6 |
|         | Green               | Jean Lambert Ute Michel, Shahrar Ali, Joseph Healy, Miranda Dunn, Shasha Khan, George Graham, Priya Shah                                | 190,589           | 10.9  | +2.5 |
|         | UKIP                | Gerard Batten Ralph Atkinson, Michael Zuckerman, Tim Worstall, Sunita Webb, Victor Webb, Strachan McDonald, Geoff Howard, Marcus Watney | 188,440           | 10.8  | -1.6 |
|         | BNP                 | Bob Bailey, Michael Barnbrook, Dennis Pearce, Julian Leppert, Roberta Woods, Chris Forster, John Clarke, John Evans                     | 86,420            | 4.9   | +0.9 |
|         | Christian           | George Hargreaves, Susan May, Paula Warren, Stephen Hammond, Mary Boyle, Suzanne Fernandez, Peter Ljubisic, David Williams              | 51,336            | 2.9   | N/A  |
|         | Independent         | Jan Jananayagam | 50,014            | 2.9   | N/A  |
|         | English Democrats   | Roger Cooper, Graham Dare, Satvinder Singh Chagger, Graham Wood, Arvind Tailor, Elaine Cheeseman, David Stevens, Janus Polenceus        | 24,477            | 1.4   | +0.6 |
|         | NO2EU               | Bob Crow, John Hendry, Mary Davis, Kevin Nolan, Syed Islam, Onay Kasab, John Rowe, Nick Wrack                                           | 17,758            | 1.0   | N/A  |
|         | Socialist Labour    | Arthur Scargill, Amanda Rose, Colin Muir, Linda Muir, Ronald Sinclair, Margaret Sharkey, Alan Jones, Carole Whatham                     | 15,306            | 0.9   | N/A  |
|         | Libertas            | Max Burt, Victoria Wood, Susannah Prins, Peter Lloyd, Herbert Crossman, Dominique Field                                                 | 8,444             | 0.4   | N/A  |
|         | Jury Team           | Reza Tabrisi, Evan Milner, Lucy O'Sullivan-McCormick, Afshin Payravi, Thomas Mulcahy, Sherif Malak, David Littlejohn, Gregory Williams  | 7,284             | 0.4   | N/A  |
|         | Independent         | Steven Cheung | 4,918             | 0.3   | N/A  |
|         | Socialist (GB)      | Danny Lambert, Tristan Miller, Janet Carter, Bill Martin, Adam Buick, Simon Wigley, Frederick Allen, Patricia Deutz                     | 4,050             | 0.2   | N/A  |
|         | Yes2Europe          | Brendan Donnelly | 3,384             | 0.2   | N/A  |
|         | Independent         | Sohale Rahman | 3,248             | 0.2   | N/A  |
|         | Independent         | Gene Alcantara | 1,972             | 0.1   | N/A  |
|         | Independent         | Haroon Saad | 1,603             | 0.1   | N/A  |
| Total   | Total               | Total | 1,751,026         | 33.3% | -4.0 |

### 2004
| Parties | Parties                              | candidat | Votes                | %     | +/-   |
| ------- | ------------------------------------ | --- | -------------------- | ----- | ----- |
|         | Conservateur                         | Theresa Villiers, John Bowis, Charles Tannock Syed Kamall, Ian Twinn, Roseanne Serrelli, Heather Leigh Mendelsohn, Ashok Kumaar                 | 504,941 (168,313.67) | 26.8  | -5.9  |
|         | Travailliste                         | Claude Moraes, Mary Honeyball, Robert Evans Anita Pollack, Hugh Malyan, Steph Elsy, Munir Malik, Jane Briginshaw, Jo Ejiofor                    | 466,584 (155,528)    | 24.8  | -10.3 |
|         | Libéraux-démocrates                  | Sarah Ludford Jonathan Fryer, John Stevens, Dinti Wakefield, Ian McDonald, Kishwer Falkner, Nigel Bakhai, Keith Moffitt, Sandra Lawman          | 288,790              | 15.3  | +3.7  |
|         | UKIP                                 | Gerard Batten Damian Hockney, Christopher Pratt, John De Roeck, Anthony Scholefield, Janice Cronin, Kathleen Garner, Harun Khan, Ralph Atkinson | 232,633              | 12.3  | +6.9  |
|         | Green                                | Jean Lambert Paul Ingram, Judy Maciejowska, Timothy Turner, Christopher Cotton, Douglas Earl, Shahrar Ali, Peter Budge, Joseph Healy            | 158,986              | 8.4   | +0.8  |
|         | RESPECT                              | George Galloway, Unjum Mirza, Elaine Graham-Leigh, Paul Foot, Rita Carter, John Mulrenan, Victoria Brittain, Gary McFarlane, Ken Loach          | 91,175               | 4.8   | N/A   |
|         | British National Party               | Christopher Roberts, Tess Culnane, Lee Barnes, James Seadon, John Bowles, Jay Lee (en), John Evans, Alan Bailey, Lawrence Rustem                | 76,152               | 4.0   | +2.5  |
|         | Christian Peoples                    | Michael Elmer, Genevieve Hibbs, Peter Flower, Keith McLeod, Debra Smith-Gorick, Douglas Gibbons, Roger Glencross, Glenton Downs                 | 45,038               | 2.4   | N/A   |
|         | English Democrats                    | Robin Tilbrook, Timothy Bragg, Terence Brown, Robert Howells, Alan Sutton, Robert Poulton                                                       | 15,945               | 0.9   | N/A   |
|         | People's Party for Better Government | Christopher Prior | 5,205                | 0.3   | N/A   |
| Total   | Total                                | Total | 1,885,449            | 37.3% | +14.2 |

### 1999
| Parties | Parties                                 | candidat | Votes               | %     | +/- |
| ------- | --------------------------------------- | --- | ------------------- | ----- | --- |
|         | Travailliste                            | Pauline Green, Claude Moraes, Robert Evans, Richard Balfe Carole Tongue, Shaun Spiers, Mary Honeyball, Munir Malik, Pam Wharfe, Michael Elliott                                    | 399,466 (99,866.5)  | 35.0  | N/A |
|         | Conservateur                            | Theresa Villiers, Charles Tannock, Lord Bethell, John Bowis Ian Twinn, Andrew Popat, Andrew Boff, Bene't Steinberg, John Flack, Angela Harvey                                      | 372,989 (93,247.25) | 32.7  | N/A |
|         | Libéraux-démocrates                     | Sarah Ludford Hugh Dykes, Susan Kramer, Jonathan Fryer, Hilary Leighter, Nick Pinfield, Sue Doughty, Andrew Wiseman, Nikki Thomson, Peter Facey                                    | 133,058             | 11.7  | N/A |
|         | Green                                   | Jean Lambert Niki Kortvelyessy, Jenny Jones, Shane Collins, John William Bradley, Vicky Olliver, Hils Jago, Jayne Forbes, Dean Walton, Michael Stimson                             | 87,545              | 7.7   | N/A |
|         | UKIP                                    | Craig Mackinlay, Damian Hockney, Josie O'Ware, Gerald Roberts, Chris Pratt, James Carver, Michael Harvey, Tony Scholefield, John de Roeck, Mark Lester                             | 61,741              | 5.4   | N/A |
|         | Socialist Labour Party                  | Arthur Scargill, Novjot Brar, Hardy Singh Dhillon, Amanda Rose, John Hendy, Harpal Brar, Eloisa Rule, Robert Siggins, John Hayball, Joe Marino                                     | 19,632              | 1.7   | N/A |
|         | British National Party                  | John Tyndall, Kenneth Francis, Paul Borg, Michael Davidson, Valerie Tyndall, Jean Griffin, Ruth Tagg, Michael Carey, Christopher Jury, Mark Tointan                                | 17,960              | 1.6   | N/A |
|         | Liberal                                 | Maria Williamson, Mark Austin, Robin Almond, Rif Winfield, Anne Bradshaw, Roger Jenking, Gerald Williams, Donald Bruce, Peter White, Jennifer Roach                                | 16,951              | 1.5   | N/A |
|         | Pro-Euro Conservative                   | Marcelle d'Argy Smith, Harriet Crawley, Catherine Moorhouse, Richard Wassell, Sir Anthony Meyer, Martin Sexton, Mary-Anne Widdicombe, Stephen Haseler, Joanne Ezekiel, Daniel Trup | 16,383              | 1.4   | N/A |
|         | Architect, Human Rights Peace in Europe | George Hajifanis | 4,851               | 0.4   | N/A |
|         | Anti-Value Added Tax (en)               | Erol Basarik | 2,596               | 0.2   | N/A |
|         | Humanist                                | Jon Swinden, Judith Earley, Tony Robinson, Robert Harris, Simon Peters, Simon Domingo, Joanna Spearman, Anna Louise Swinden, Mammo Muchie, Jennifer Wright                         | 2,586               | 0.2   | N/A |
|         | The Hemp Coalition                      | Gordon Webster | 2,358               | 0.2   | N/A |
|         | Natural Law Party                       | Geoffrey Clements, Richard Johnson, Anthony Hardy, Susan Hamza, Gerard Valente, Judith Thomas, Alexander Hankey, Philomena Quick, Jonathan Hinde, Charles Hueston                  | 2,263               | 0.2   | N/A |
|         | Weekly Worker                           | Anne Murphy, Stanley Kelsey, Marcus Larsen, Peter Mansen, Phillip Kent, Jim Gilbert, Andrew Hanna                                                                                  | 846                 | 0.1   | N/A |
| Total   | Total                                   | Total | 1,141,225           | 23.1% | N/A |